# (243073) Freistetter
(243073) Freistetter est un astéroïde de la ceinture principale.

## Description
(243073) Freistetter est un astéroïde de la ceinture principale. Il fut découvert le 16 avril 2007 à Drebach par André Knöfel. Il présente une orbite caractérisée par un demi-grand axe de 3,18 UA, une excentricité de 0,20 et une inclinaison de 30,5° par rapport à l'écliptique.

## Compléments